# Словацкий Карст
Слова́цкий Карст (словац. Slovenský kras) — горный массив в восточной Словакии и частично в Венгрии. С 1973 г охраняется как уникальная форма рельефа, с 1 марта 2002 г объявлен национальным парком. Кроме того, территория парка является биосферным заповедником, а пещеры Словацкого карста — памятником ЮНЕСКО.
Массив сложен известняками и доломитами, представляет собой обширные плато и карстовые долины. Покрыт дубовыми и грабовыми лесами. Наивысшая точка 947 м н.у.м. Массив интенсивно закарстован, развиты многочисленные воронки, провалы, пещеры, карстовые долины, озёра, полья, представляет собой образец карстового рельефа. Вследствие этого слово «карст» стало нарицательным и утвердилось в научной литературе для обозначения специфических явлений и форм, свойственных территориям, сложенным растворимыми породами.
В заповеднике произрастает ряд редких растений-эндемиков: кандык европейский (Erythronium dens-canis), оносма башенная (Onosma tornensis), сеслерия Гейфлера (Sesleria heufleriana), гвоздика перистая (Dianthus lumnitzerii), и обитают некоторые виды редких животных: могильник (Aquila heliaca), змееяд (Circaetus gallicus), степная пустельга (Falco naumanni).

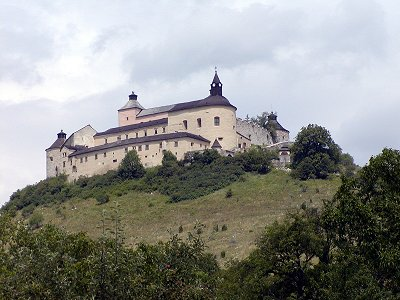
Замок Красна Горка

## Достопримечательности
- Замок Красна Гуорка, усадьба Бетльяр
- Множество пещер: Домица, Гомбасецкая, Охтинская, Ясовская и т. д.
- Пропасти: Чёртова дьера (-186 м), Бразда (-181 м), Мала Железна (-142 м), Дивьячья (-122 м) и т. д.
- Скалы